# Maurizio Ferrante Gonzaga
Maurizio Ferrante Gonzaga (Venezia, 21 settembre 1861 – Roma, 24 marzo 1938) è stato un nobile e generale italiano, decorato del grado di ufficiale dell'Ordine militare di Savoia, di due medaglie d'oro, tre d'argento e due medaglie di bronzo al valor militare e della croce al merito di guerra.
Ebbe i titoli nobiliari di Principe del Sacro Romano Impero, Marchese di Vescovato, Marchese del Vodice, Conte di Villanova e Cassolnovo (dal 1932), Patrizio veneto. Fu inoltre senatore del Regno d'Italia.

## Biografia

### Giovinezza ed educazione
Nacque a Venezia, ancora austriaca, il 21 settembre 1861, figlio del principe Antonio e di Giuseppina Domenica Priamo.
Allievo della Scuola Militare di Milano nel 1879, prestò giuramento di fedeltà in Alba nel 1881 in qualità di sottotenente. Nominato capitano nel 1889 e dieci anni più tardi maggiore, venne promosso nel 1906 tenente colonnello e capo di stato maggiore della divisione militare di Livorno.

### Carriera militare
Fu inviato nel 1909 presso il comando del quarto corpo d'armata di stanza a Genova agli ordini del generale Luigi Cadorna e partecipò nel 1913 alla guerra italo-turca in Tripolitania e Cirenaica, venendo nominato colonnello e comandante del reggimento misto di fanteria con sede a Tobruk. Fu quindi promosso a maggiore generale e nominato a vice-governatore della Cirenaica.

#### Prima guerra mondiale
Rientrato in Italia presso l'intendenza del secondo corpo d'armata durante la prima guerra mondiale, alle dipendenze del generale Pietro Frugoni organizzò le truppe destinate al fronte. Il 24 ottobre 1915 gli venne affidato il comando della 9ª divisione di fanteria (brigate Puglia e Roma). Combatté nella battaglia del Podgora e a Tonezza, arrestò la marcia del nemico in Val d'Astico e sull'Isonzo e conquistò il monte Cimone nel luglio 1916.
Sciolta nel secondo semestre di quell'anno la sua divisione, gli venne assegnata nel gennaio 1917, la 53ª divisione costituitasi con l'accorpamento delle due brigate, Teramo e Girgenti. Dopo il necessario periodo di addestramento, nel corso della decima battaglia dell'Isonzo conquistò il monte Vodice, un caposaldo austriaco fortemente presidiato e fornito di gallerie e trinceramenti, ottenendo la prima medaglia d'oro al valor militare, concessagli sul campo dal re Vittorio Emanuele III.
Partecipò alla battaglia di Caporetto (24 ottobre 1917), sbarrando l'avanzata nemica sul Natisone, ma venne gravemente ferito a un ginocchio e alla mano destra dallo scoppio di una granata, perdendo tre dita. Venne quindi trasferito all'ospedale militare di Udine dove lo raggiunse la moglie che lo riportò in auto a Genova, evitando la cattura da parte degli austriaci, entrati ad Udine la mattina del 28 ottobre. A Genova rimase ricoverato presso l'ospedale Mackenzie fino all'agosto del 1918. A Stupizza intanto, gli era stata assegnata su interessamento del Re, la seconda medaglia d'oro.

### Dopoguerra

I funerali solenni del Generale Gonzaga.

Incaricato di mantenere l'ordine alla conferenza di pace di Genova, evitò dimostrazioni di piazza. Dal febbraio 1919 fu comandante della divisione militare territoriale di Genova. Fu quindi promosso a comandante di corpo d'armata (aprile 1922) con sede a Firenze e nominato senatore del Regno.
A Firenze si impegnò per l'edificazione di un monumento in onore della "madre italiana" che fu ultimato nel 1926 e collocato in una cappella della chiesa di Santa Croce.
Il 7 settembre del 1925 Benito Mussolini lo nominò comandante supremo della Milizia Volontaria per la Sicurezza Nazionale (MVSN). Dopo poco più di un anno fu posto in pensione per raggiunti limiti d'età ma in capo a un mese, in considerazione delle sue benemerenze, venne richiamato in servizio dal Re che gli assegnò un ufficio presso il Ministero della guerra.
A Roma riordinò gli scritti del suo archivio ed arredò il proprio appartamento in Prati. Nel 1932 fu creato Marchese di Vodice con Regio Decreto del 29-12-1932 e il riconoscimento della qualifica di Altezza Serenissima.

### Morte
Morì nella sua casa romana il 24 marzo 1938. Nel 1941 il governo fece edificare un mausoleo sul Vodice, ora in Slovenia ma a causa della seconda guerra mondiale non poté esservi tumulato. Riposa in un monumento nel "riquadro medaglie d'oro" del cimitero del Verano a Roma, insieme al figlio Ferrante Vincenzo Gonzaga, anch'egli medaglia d'oro nella seconda guerra mondiale.

## Discendenza
Il marchese Maurizio Ferrante Gonzaga e Angiolina Alliana ebbero due figli:
- Maria Giuseppina, nata ad Alba nel 1884 e morta a Roma nel 1974;
- Ferrante Vincenzo, 14º marchese di Vescovato.

## Ascendenza
|                            |     |                | Genitori |  |  | Nonni |  |  | Bisnonni                  |  |  | Trisnonni                  |  |
|                            |     |                |          |  |  |       |  |  | Francesco Niccolò Gonzaga |  |  | Francesco Ferrante Gonzaga |  |
|                            |     |                |          |  |  |       |  |  | Francesco Niccolò Gonzaga |  |  | Francesco Ferrante Gonzaga |  |
|                            |     | Giulia Isolani |          |  |  |       |  |  | Francesco Niccolò Gonzaga |  |  |                            |  |
| Francesco Carlo Gonzaga    |     |                |          |  |  |       |  |  | Francesco Niccolò Gonzaga |  |  |                            |  |
|                            |     | Olimpia Scotti | …        |  |  |       |  |  |                           |  |  |                            |  |
|                            |     | Olimpia Scotti | …        |  |  |       |  |  |                           |  |  |                            |  |
|                            |     | Olimpia Scotti | …        |  |  |       |  |  |                           |  |  |                            |  |
| Antonio Francesco Gonzaga  |     | Olimpia Scotti |          |  |  |       |  |  |                           |  |  |                            |  |
|                            |     | ...            | …        |  |  |       |  |  |                           |  |  |                            |  |
|                            |     | ...            | …        |  |  |       |  |  |                           |  |  |                            |  |
|                            |     | ...            | …        |  |  |       |  |  |                           |  |  |                            |  |
| Giuseppa Pedrazzoli        |     | ...            |          |  |  |       |  |  |                           |  |  |                            |  |
|                            |     | ...            | …        |  |  |       |  |  |                           |  |  |                            |  |
|                            |     | ...            | …        |  |  |       |  |  |                           |  |  |                            |  |
|                            |     | ...            | …        |  |  |       |  |  |                           |  |  |                            |  |
| Maurizio Ferrante Gonzaga  |     | ...            |          |  |  |       |  |  |                           |  |  |                            |  |
|                            | ... | …              |          |  |  |       |  |  |                           |  |  |                            |  |
|                            | ... | …              |          |  |  |       |  |  |                           |  |  |                            |  |
|                            | ... | …              |          |  |  |       |  |  |                           |  |  |                            |  |
| ...                        | ... |                |          |  |  |       |  |  |                           |  |  |                            |  |
|                            |     | ...            | …        |  |  |       |  |  |                           |  |  |                            |  |
|                            |     | ...            | …        |  |  |       |  |  |                           |  |  |                            |  |
|                            |     | ...            | …        |  |  |       |  |  |                           |  |  |                            |  |
| Giuseppina Domenica Priamo |     | ...            |          |  |  |       |  |  |                           |  |  |                            |  |
|                            |     | ...            | …        |  |  |       |  |  |                           |  |  |                            |  |
|                            |     | ...            | …        |  |  |       |  |  |                           |  |  |                            |  |
|                            |     | ...            | …        |  |  |       |  |  |                           |  |  |                            |  |
| ...                        |     | ...            |          |  |  |       |  |  |                           |  |  |                            |  |
|                            |     | ...            | …        |  |  |       |  |  |                           |  |  |                            |  |
|                            |     | ...            | …        |  |  |       |  |  |                           |  |  |                            |  |
|                            |     | ...            | …        |  |  |       |  |  |                           |  |  |                            |  |
|                            |     | ...            |          |  |  |       |  |  |                           |  |  |                            |  |